# Phlesirtes
Phlesirtes is een geslacht van rechtvleugeligen uit de familie sabelsprinkhanen (Tettigoniidae). De wetenschappelijke naam van dit geslacht is voor het eerst geldig gepubliceerd in 1922 door Bolívar.

## Soorten
Het geslacht Phlesirtes omvat de volgende soorten:
- Phlesirtes brachiatus Uvarov, 1924
- Phlesirtes latifrons Chopard, 1954
- Phlesirtes merumontanus Sjöstedt, 1910